# 莨菪烷类生物碱

莨菪烷的化学结构

莨菪烷类生物碱是一种莨菪烷衍生物。莨菪烷氨基醇与不同的有机酸缩合成酯，以一元、二元酯或非酯（包公藤甲素）的形式存在。莨菪烷上的醇羟基多在3位，通过羟基位置的不同分为莨菪醇和伪莨菪醇。这类生物碱主要存在于茄科、旋花科、古柯科和红树科等植物中。
这类生物碱是广泛运用的胆碱受体拮抗药。作用效果与阿托品类似但稍弱，外周作用明显（舒张平滑肌，解除血管痉挛），还有镇痛作用。可用于散瞳，胃肠道痉挛等。

## 种类与分布
主要的种类有打碗花精族、莨菪碱、山莨菪碱、樟柳碱、东莨菪碱、芽子碱及其衍生物（如可卡因等古柯属生物碱）等。
大量莨菪烷类生物碱具有一定的生物毒性，如打碗花精族物质广泛分布于原产亚洲的茄子、原产美洲的马铃薯、番薯、番茄、辣椒、菜椒等常见蔬果粮食中。Solanum dimidiatum茄与Solanum kwebense茄所含的打碗花精族物质分别被怀疑与南非疯牛病及maldronksiekte症的促发相关，尽管尚未找到确凿的因果型证据。
生物碱主要集中在茄科茄族的天仙子亚族和向阳花亚族以及曼陀罗族植物中。研究表明，矮莨菪和青海矮莨菪是两种极有价值的原料植物。它们不仅含碱量高，而且所含的成分几乎均可供工业利用，值得今后进一步研究发展。
芽子碱及其衍生物属于管控药物，包含多种常见毒品，如可卡因。